# Castelsaraceno
Castelsaraceno est une commune d'environ 1 500 habitants, située dans la province de Potenza, dans la région Basilicate, en Italie méridionale.

## Fêtes, foires
- Fête de Saint Antoine, le 13 juin

## Administration
| Période                                  | Période | Identité     | Étiquette | Qualité |
| ---------------------------------------- | ------- | ------------ | --------- | ------- |
|                                          |         | Rocco Rosano |           |         |
| Les données manquantes sont à compléter. |         |              |           |         |

### Hameaux
Frusci, Miraldo, Bruscati, Pié d'Alpi

### Communes limitrophes
Carbone (Italie), Latronico, Lauria, Moliterno, San Chirico Raparo, Sarconi, Spinoso